# Gaziantepspor Kulübü 2016-2017
Questa voce raccoglie le informazioni riguardanti la Gaziantepspor Kulübü nelle competizioni ufficiali della stagione 2016-2017.

## Rosa
| N. |                           | Ruolo | Calciatore        |
| -- | ------------------------- | ----- | ----------------- |
| 2  | Brasile (bandiera)        | D     | Marcos Pedroso    |
| 3  | Turchia (bandiera)        | D     | Elyasa Süme       |
| 4  | Paesi Bassi (bandiera)    | D     | Bart van Hintum   |
| 5  | Turchia (bandiera)        | C     | Abdülkadir Kayali |
| 6  | Turchia (bandiera)        | C     | Şenol Can         |
| 8  | Turchia (bandiera)        | C     | Doganay Kilic     |
| 10 | Turchia (bandiera)        | C     | Orkan Cinar       |
| 11 | Zambia (bandiera)         | A     | Evans Kangwa      |
| 14 | Bielorussia (bandiera)    | C     | Anton Pucila      |
| 15 | Bielorussia (bandiera)    | C     | Sjarhej Kisljak   |
| 17 | Turchia (bandiera)        | C     | Alpay Kocakli     |
| 18 | Turchia (bandiera)        | A     | Muhammet Demir    |
| 19 | Costa d'Avorio (bandiera) | A     | Davy Claude Angan |
| 20 | Austria (bandiera)        | C     | Muhammed Ildiz    |

| N. |                               | Ruolo | Calciatore         |
| -- | ----------------------------- | ----- | ------------------ |
| 21 | Guinea Equatoriale (bandiera) | D     | Yoiver González    |
| 23 | Turchia (bandiera)            | A     | İlhan Parlak       |
| 25 | Brasile (bandiera)            | D     | Wallace Reis       |
| 26 | Turchia (bandiera)            | D     | Barış Yardımcı     |
| 27 | Rep. Ceca (bandiera)          | D     | František Rajtoral |
| 32 | Tunisia (bandiera)            | C     | Änis Ben-Hatira    |
| 34 | Turchia (bandiera)            | P     | Erten Ersu         |
| 48 | Brasile (bandiera)            | P     | Paulo Victor       |
| 55 | Senegal (bandiera)            | C     | Khaly Thiam        |
| 66 | Ghana (bandiera)              | C     | Mohammed Fatau     |
| 70 | Brasile (bandiera)            | C     | Marcinho           |
| 77 | Turchia (bandiera)            | D     | Musa Nizam         |
| 83 | Turchia (bandiera)            | P     | Gökhan Degirmenci  |
| 99 | Algeria (bandiera)            | A     | Nabil Ghilas       |